# Patrimoni dell'umanità dell'Uganda
I patrimoni dell'umanità dell'Uganda sono i siti dichiarati dall'UNESCO come patrimonio dell'umanità in Uganda, che è divenuta parte contraente della Convenzione sul patrimonio dell'umanità il 20 novembre 1987.
Al 2022 i siti iscritti nella Lista dei patrimoni dell'umanità sono tre, mentre cinque sono le candidature per nuove iscrizioni. I primi due siti, il Parco nazionale impenetrabile di Bwindi e il Parco nazionale dei Monti Rwenzori, sono stati iscritti nella lista nel 1994, durante la diciottesima sessione del comitato del patrimonio mondiale. Il terzo patrimonio ugandese è costituito dalle tombe dei re del Buganda presso Kasubi, inclusi nella lista nel 2001 dalla venticinquesima sessione del comitato. Due siti sono considerati naturali, secondo i criteri di selezione, uno culturale.

## Siti del Patrimonio mondiale
| Foto | Sito                                    | Luogo                                                                                  | Tipo                             | Anno | Descrizione |
| ---- | --------------------------------------- | -------------------------------------------------------------------------------------- | -------------------------------- | ---- | --- |
|      | Parco nazionale impenetrabile di Bwindi | Distretto di Kabale, Distretto di Kanungu, Distretto di Kisoro, Distretto di Rukungiri | Naturale (682; vii, x)           | 1994 | Situato nel sud-ovest dell'Uganda, all'incrocio tra le foreste di pianura e di montagna, il Parco di Bwindi si estende su 32 000 ettari ed è noto per la sua eccezionale biodiversità, con oltre 160 specie di alberi e oltre 100 specie di felci. Lì si possono trovare anche molti tipi di uccelli e farfalle, oltre a molte specie in via di estinzione, tra cui il gorilla di montagna. |
|      | Parco nazionale dei Monti Rwenzori      | Distretto di Bundibugyo, Distretto di Kabarole, Distretto di Kasese                    | Naturale (684; vii, x)           | 1994 | Il Parco nazionale dei Monti Rwenzori copre quasi 100 000 ettari nell'Uganda occidentale e comprende la parte principale della catena montuosa del Ruwenzori, che comprende la terza vetta più alta dell'Africa (Cima Margherita: 5 109 m). I ghiacciai, le cascate e i laghi della regione ne fanno una delle zone alpine più belle dell'Africa. Il parco ha molti habitat naturali di specie in via di estinzione e una flora ricca e insolita che comprende, tra le altre specie, l'Erica arborea. |
|      | Tombe dei re del Buganda presso Kasubi  | Kampala                                                                                | Culturale (1022; i, iii, iv, vi) | 2001 | Le tombe dei re del Buganda presso Kasubi costituiscono un sito che abbraccia quasi 30 ettari di collina all'interno del distretto di Kampala. La maggior parte del sito è agricola, coltivata con metodi tradizionali. Al suo centro sulla cima della collina c'è l'ex palazzo dei Kabaka del Buganda, costruito nel 1882 e convertito nel cimitero reale nel 1884. Quattro tombe reali si trovano ora all'interno del Muzibu Azaala Mpanga, l'edificio principale, che è circolare e sormontato da una cupola. È un importante esempio di realizzazione architettonica in materiali organici, principalmente legno, paglia, canna, canniccio e fango. Il significato principale del sito risiede, tuttavia, nei suoi valori intangibili di credenza, spiritualità, continuità e identità. |

## Siti candidati
| Foto | Sito                                                                                             | Luogo               | Tipo                              | Anno       | Descrizione |
| ---- | ------------------------------------------------------------------------------------------------ | ------------------- | --------------------------------- | ---------- | --- |
|      | Bigo bya Mugenyi (lavori di sterro archeologici)                                                 | Ntuusi              | Culturale (911; i, ii, iii, vi)   | 10/09/1997 | Bigo bya Mugyenyi è un'area archeologica che presenta una serie di 10 km² di lavori di sterro datati tra il XIV e il XVI secolo d.C. Esiste un sistema di trincee esterno che corre attorno alla cresta e si unisce alle rive del fiume Katonga a nord e sud. Il sistema di trincee interno è composto da quattro recinti che si aprono l'uno nell'altro. |
|      | Kibiro (villaggio produttore di sale)                                                            | Kigorobya           | Culturale (912; i, iii, iv, v)    | 10/09/1997 | Il villaggio di produttori di sale di Kibiro dimostra un esempio unico di un'industria che ha sostenuto la sua gente da otto a novecento anni fa e continua a farlo forse per i posteri dalla pesca sul lago Alberto. La gente di Kibiro è dipesa dalla produzione di sale di cenere che si ottiene con un particolare metodo di estrazione dal suolo. Il paese costituisce quindi un importante sito culturale che ha unito nel tempo archeologia ed etnografia nella produzione del sale di cenere. |
|      | Ntusi (tumuli e bacino artificiali)                                                              | Contea di Lwemiyaga | Culturale (913; i, iii, v, vi)    | 10/09/1997 | Sono tre gli aspetti archeologici all'interno del villaggio di Ntusi che meritano riconoscimento e conservazione. Si tratta dei due tumuli artificiali localmente conosciuti come "Ntusi maschio" (Ntusi IV) e "Ntusi femmina" (Ntusi III) e il bacino detto anche "Bwogero". Sebbene la maggior parte delle altre caratteristiche siano state disturbate da insediamenti umani, il villaggio di Ntusi è un esempio unico di isola di notevoli depositi archeologici della tarda età del ferro circondata da un'ampia distesa di prati ondulati e aridi.                                                    |
|      | Nyero e altri siti di arte rupestre geometrica dei cacciatori-raccoglitori nell'Uganda orientale | Distretto di Kumi   | Culturale (914; i, ii, vi)        | 10/09/1997 | Il sito delle pitture rupestri di Nyero è un rifugio roccioso a tre livelli con dipinti primitivi sulle superfici interne. Archeologicamente il sito risale alla tarda età del ferro. I creatori dei dipinti non sono rintracciabili ma l'ingegnosità con cui sono stati realizzati dimostra un alto grado di apprezzamento dei loro valori estetici. |
|      | Parco nazionale dei gorilla di Mgahinga                                                          | Distretto di Kisoro | Naturale (5099; vii, viii, ix, x) | 30/01/2007 | Il parco copre un'area di 33,7 km² ed è contiguo al Parco nazionale dei Virunga nella Repubblica Democratica del Congo e al Parco nazionale dei Vulcani in Ruanda, che insieme formano l'area di conservazione di Virunga che copre un'area di 434 km². Il parco comprende tre dei vulcani Virunga: il monte Muhabura (4 127 m), il monte Gahinga (3 474 m) da cui il parco prende il nome e il monte Sabyinyo (3 645 m). I valori più significativi per il parcho sono la foresta afromontana, il bacino idrografico e l'habitat del gorilla di montagna (Gorilla beringei beringei) in via di estinzione. |